# 韋爾奇 (伊利諾伊州)
韋爾奇（英語：Welge）是位於美國伊利諾伊州蘭道夫縣的一個非建制地區。該地的面積和人口皆未知。

## 地理
韋爾奇的座標為38°57′23″N 89°42′45″W / 38.95639°N 89.71250°W，而該地的平均海拔高度為123米（即404英尺）。